# Vertical Innocence
「Vertical Innocence」（ヴァーティカル イノセンス）は2014年7月9日にリリースされたaccessの24thシングル。発売元はDarwin Record。

## 概要
累計売上は0.9万枚を記録し、オリコン最高位10位を獲得。18thシングル「Higher Than Dark Sky」以来4年振りにTOP10入りを果たした。オリコン週間インディーズチャートでは最高位1位を獲得。A盤とB盤の2形態で発売され、A盤には「Be Nude」（1stシングル「Virgin Emotion」収録曲）、5thシングル「TRY AGAIN」のリアレンジ版がS Versionとして収録され、B盤には新曲「S」と23rdシングル「JOY TRAIN」のインストが収録されており、今作より「TEAR'S LIBERATION」以来となる「前作のインスト曲」のスタイルに戻った。

## 収録曲

### A盤
1. Vertical Innocence
  - 作詞：貴水博之・AXS　作曲/編曲：浅倉大介
2. Be Nude (S Version)
  - 作詞/作曲/編曲：AXS
3. TRY AGAIN (S Version)
  - 作詞/作曲/編曲：AXS

### B盤
1. Vertical Innocence
  - 作詞：貴水博之・AXS　作曲/編曲：浅倉大介
2. S
  - 作詞：貴水博之　作曲/編曲：浅倉大介
3. JOY TRAIN (Instrumental)
  - 作詞：貴水博之　作曲/編曲：浅倉大介